# Transposición didáctica
La transposición didáctica es el proceso por el cual se modifica un contenido de saber para adaptarlo a su enseñanza.  De esta manera, el  saber sabio es transformado en saber enseñado,  adecuado al nivel del estudiante.

## Origen

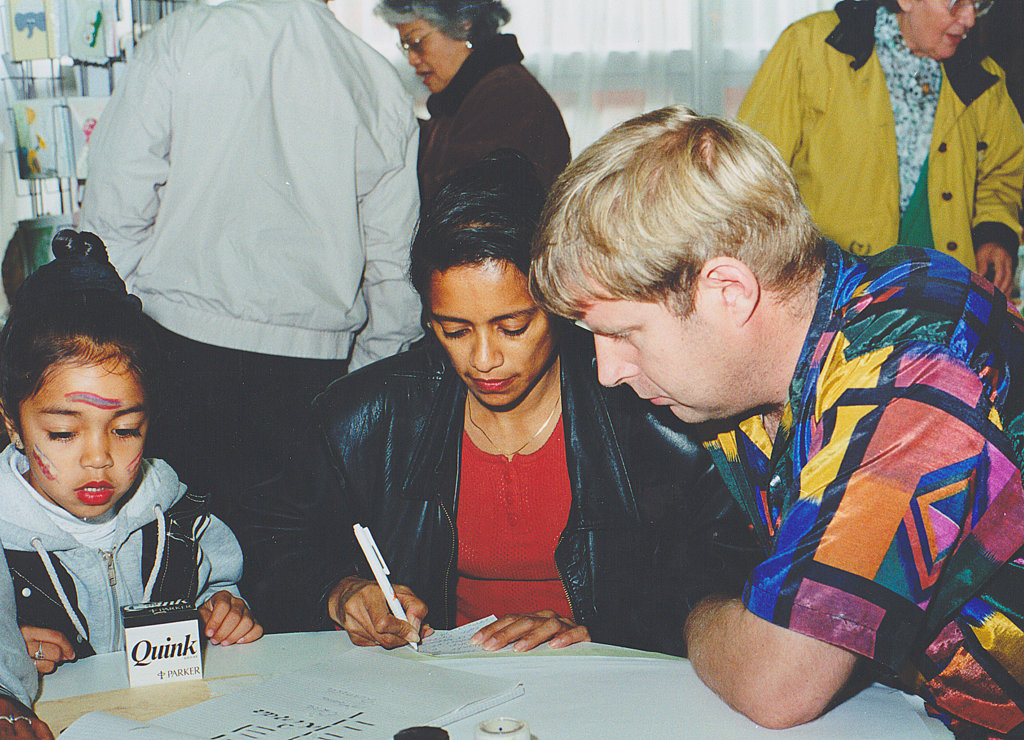
Transposición didáctica

En 1975, Michel Verret pone en relieve el concepto de Didáctica y menciona la transformación del objeto de enseñanza en las prácticas docentes.
A partir de 1980, se abren debates que cuestionan la relación didáctica docente-alumno y se reconsidera el saber científico a través de la Didáctica. Surgen, entonces, una serie de conceptos relacionados con el campo de la epistemología.
En ese mismo año, en la "Primera Escuela de Verano sobre la Didáctica de las Matemáticas" en Chamrousse, Francia, (7-19 de julio de 1980), Yves Chevallard dictó su primer curso sobre transposición didáctica. El concepto se integró rápidamente a un conjunto de nociones tales como sistema didáctico, contrato didáctico, esquema conceptual, ingeniería didáctica, entre otros, pertenecientes a un nuevo paradigma creado por Brousseau en la década del setenta del siglo XX, con su Teoría de Situaciones Didácticas.
En 1997, Chevallard desarrolla el concepto de saber sabio, como el saber de la elite, propiedad de una minoría de especialistas, que pueden comprender el lenguaje específico. Para su difusión, este saber sabio debe ser modificado, de manera que resulte comprensible y accesible a otros investigadores y  a la sociedad donde se trasmite. De esta forma, el saber académico supone una delimitación de saberes parciales que provoca una descontextualización del mismo, una despersonalización y pierde historicidad en manuales y textos que prescinden de la explicación y de las vicisitudes de cómo se produce el conocimiento científico. A la vez el saber académico supone una programabilidad y publicidad.

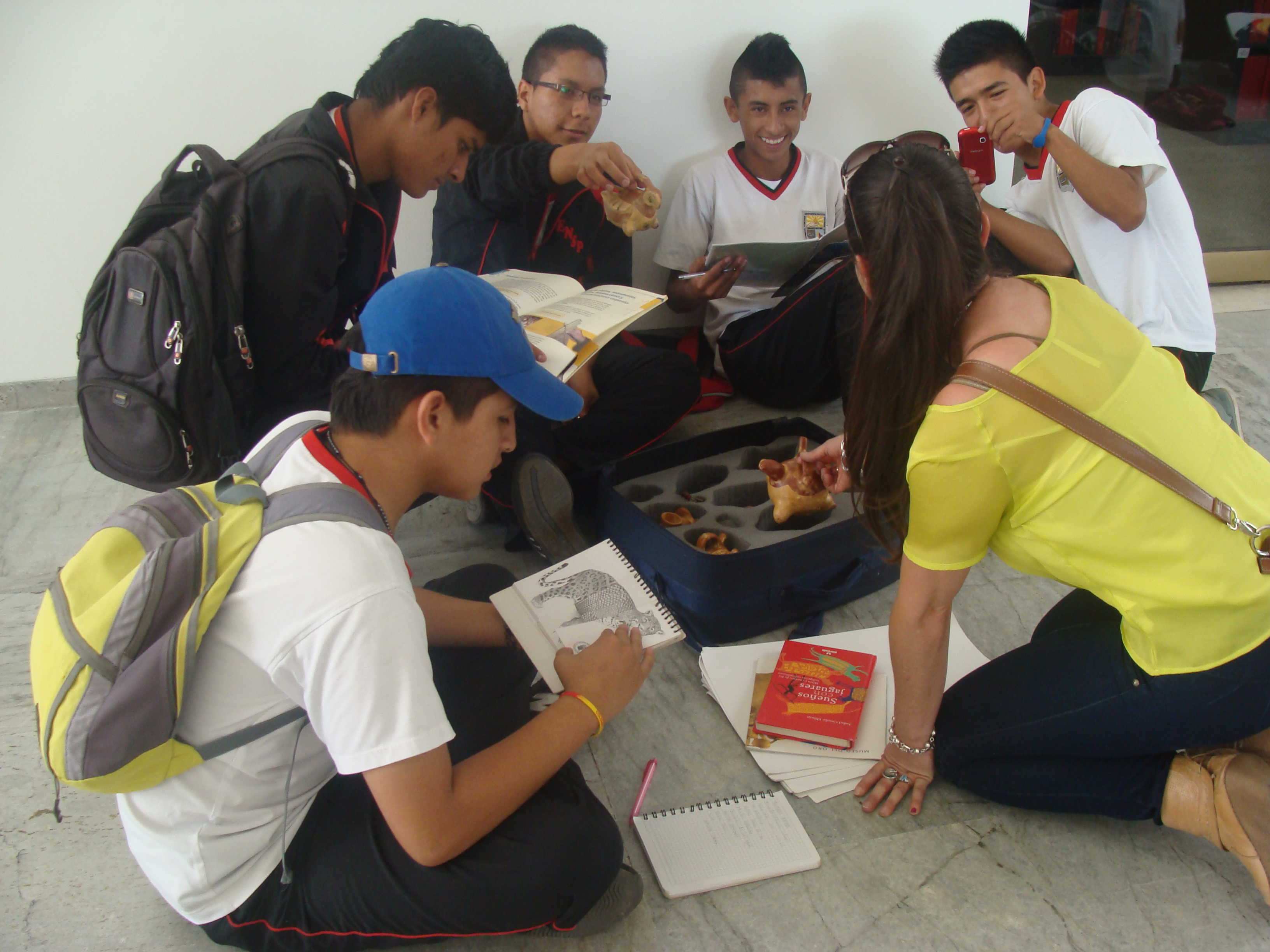
Material utilizado en la transposición didáctica

En contraposición, el saber didactizado es el construido por el docente en su planificación y práctica, redactado con su propio "texto de saber", a través de una propuesta para el trabajo con sus estudiantes en el aula.
Para Yves Chevallard, la transposición didáctica consiste en la transformación del saber científico a un saber didactizado, posible de ser enseñado.

## Concepto
En otras palabras, podemos decir, que la transposición didáctica mueve el saber de una comunidad científica a otra, que es la comunidad escolar, por lo cual tenemos distintos modos del saber. En este proceso, el saber ocupa distintos espacios y cumple diferentes funciones. 
- El saber sabio: se refiere al saber que es generado por el profesional, el investigador. Logrado a través de un proceso de investigación.[9]
- El saber científico: es ese saber que no se puede ser enseñado en la forma que se encuentra redactado en los textos técnicos-científicos y esto constituye un obstáculo a considerar en el proceso de aprendizaje.[10]
- El saber enseñado: un contenido de saber que ha sido designado como saber a enseñar, sufre a partir de entonces un conjunto de transformaciones adaptativas que van a hacerlo apto para ocupar un lugar entre los objetos de enseñanza. El «trabajo» que transforma un "objeto de saber a enseñar" en un "objeto de enseñanza", es denominado la transposición didáctica.[11]

Este conocimiento escolar surge entonces, a partir de una reconstrucción del conocimiento científico y será asequible para alumnos de distintos niveles educativos y de diferente desarrollo intelectual. Esta transformación del contenido a través de la transposición didáctica supone una deconstrucción y reelaboración donde se intervienen y reelaboran las estructuras y los conocimientos previos del alumno para finalizar en un nuevo soporte estructural del conocimiento que permitirá nuevo contenido científico o ampliará el ya presente.
Para ilustrar el concepto, Chevallard presenta un esquema de transposición didáctica, aplicado al concepto "distancia" desde su uso cotidiano, su introducción como parte del saber matemático, su inclusión en los programas escolares y su puesta en práctica en los diferentes momentos de enseñanza.
La transposición didáctica es necesaria porque el funcionamiento didáctico de un saber es diferente al funcionamiento académico, que constituyen dos regímenes interrelacionados del saber, pero no superponibles.[cita requerida]
En el posfacio de la 2.ª edición de su libro "La transposición didáctica: del saber sabio al saber enseñado", el autor analiza la verdadera extensión y real alcance de su teoría, tal como la entiende en ese momento, superando el campo de la didáctica de la matemática hacia otras disciplinas. Señala que estos procesos suponen instituciones y agentes y cierto tipo de manipulación de los saberes: el mayor aporte de la teoría de transposición didáctica es la revelación de la manipulación transpositiva de los saberes.[cita requerida] Las instituciones de transposición de los saberes son las noosferas.  Analiza la transposición didáctica desde un marco más amplio, que llama transposición institucional: «transposición hacia una institución que, en tanto es una institución didáctica, es propiamente transposición didáctica [...] y exceden la transposición didáctica propiamente dicha y tiende a articularse con ella.». 
Además, es de una relevante importancia la contextualización sociohistórica económica del saber científico para que los alumnos comprendan que cada docente e institución se encuentra atravesada por un contexto determinado, el cual no debe perderse de vista a la hora de impartir dicho conocimiento científico.

## La vigilancia epistemológica

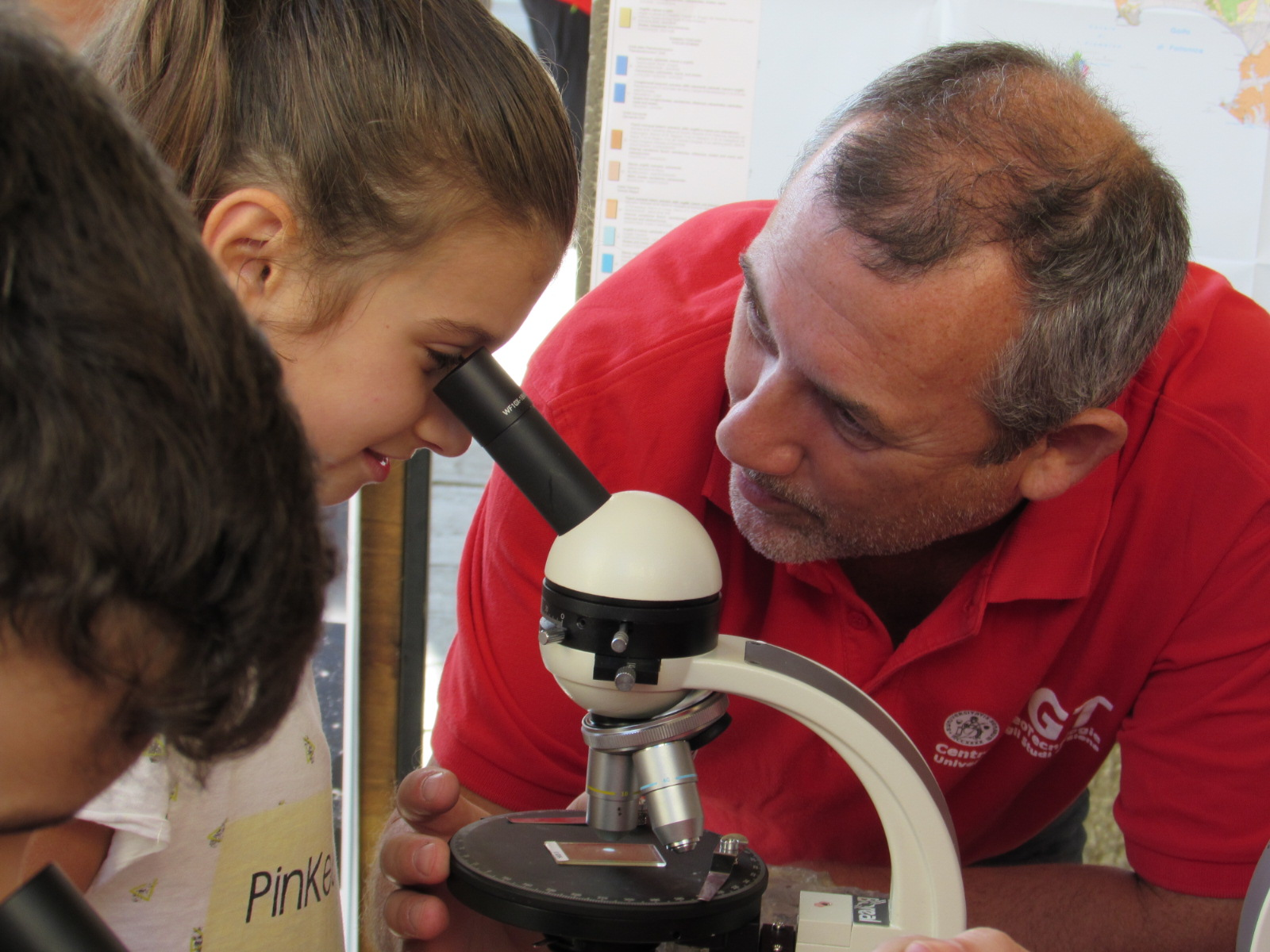
De la academia, a las aulas

Transposición didáctica y vigilancia epistemológica son dos conceptos asociados al mismo proceso de transformación de los saberes, a efectos de su enseñanza. La existencia de la transposición didáctica se explica por sus efectos de creación de objetos de enseñanza y por sus inadecuadas disfunciones. La transposición didáctica permite observar, analizar y evaluar la base epistemológica, asociando estas acciones al principio de vigilancia epistemológica, que el didacta debe cuidar permanentemente, o sea qué relación tiene el objeto de enseñanza  con el objeto matemático académico, cuál es la adecuación realizada. 
La distancia que necesariamente separa el saber sabio del saber enseñado, es la herramienta que permite al didacta ejercer su vigilancia epistemológica. O sea, recapacitar, tomar distancia, dudar sistemáticamente si el objeto enseñado es el objeto a enseñar que se proponía, cuidar que no haya una sustitución «patológica» de uno por otro, o sea que el objeto transformado no pierda la esencia del saber sabio. El saber enseñado debe guardar una distancia correcta entre el saber sabio y el saber banalizado.
Parafraseando a Chiappe Laverde, es claro el llamado de atención sobre la vigilancia epistemológica que implica la recontextualización del conocimiento, toda vez que tantos maestros haya, tantas versiones re-contextualizadas habrá del saber original del científico.